# 1314 V-STATION
『1314 V-STATION』（ワンスリーワンフォー ヴィステーション）は、ラジオ大阪 (OBC) におけるアニラジ番組枠の総称（コンプレックス）である。通称は「Vステーション」や「Vステ」など。

## 概要
1979年に『アニメトピア』でアニラジ番組の放送を開始したラジオ大阪は、現在に至るまで同局の主力ジャンルとして次々と番組を制作・放送している。『1314 V-STATION』という名称は、1997年のプロ野球のシーズンオフの土曜20:00 - 21:00に放送された『木村亜希子の1314 V-STATION』より採られたものである。
一部の番組は、関東広域圏において同じNRN系列の文化放送、系列外のTBSラジオやラジオ日本およびFM局のNACK5でも放送されていたが、2023年4月時点でラジオ大阪制作番組が番組販売を含め他局でネットされているケースはない。TBSラジオ（954 V-STATION、2006年3月をもって終了）やラジオ日本（1422 V-STATION）では「V-STATION」という名称も使われていた。
長年、OBC東京支社営業部所属であった兼田健一郎がプロデューサーを務め、関連イベントにはほぼ必ずと言っていいほど顔を出していた。リスナーから「かねやん」と呼ばれるほどの存在感を出していた。2004年7月に本社編成部に異動となるが、その後も時折イベントに顔を出すことがあった。2018年秋から各番組から降板しており、同年末をもってラジオ大阪を退社し、2019年1月に株式会社ベルガモを設立し代表取締役に就任（その後、2024年12月25日病気のため死去）
兼田の退社後は後継として渡邉梨乃（りりぃ）がプロデューサーに就任するも渡邉も2020年8月をもって退社している。
近畿広域圏の放送局で放送される番組群でありながら、地上波遠距離受信・インターネット配信などで楽しむ東日本リスナーへの配慮として関東広域圏のイベントであるコミックマーケットの企業ブースやアニメ コンテンツ エキスポにも積極的に進出している。
ラジオ関西の「アニたまどっとコム」同様、新聞のラテ欄においては『Vステ』や『1314Vステーション』として独立した番組が一つの番組のような扱いで掲載されている（文化放送の「A&Gゾーン」においてはそのような扱いはない）。
毎年放送される『ラジオ・チャリティ・ミュージックソン』と放送時間が被った場合、一部の番組の枠移動を除きすべて休止される代わりに、『Vステ』をベースにした特別番組を編成することがあったが（2011年度・2017年度）、2022年度以降は後述の生放送廃止に伴い特別な施策は行われない。なお「ミュージックソン」自体も、2010年度以後の自社制作のキャンペーン番組は主に生ワイド番組の内包型コーナー企画主体に移行し、当ゾーンや在京キー局、並びに番組制作会社のローカル局向け販売制作用番組などが通常通りネットされる傾向が増えているため、「ミュージックソン」当日でも通常通り定時編成を行う番組も多数存在する。
その翌週の年越し番組に関しても週末に当たる場合は当該ゾーンの番組出演者が担うことがほとんどである（2016年末など）。
2019年3月をもって4番組を提供していたブシロードが響ラジオステーションのみの配信の方針から当枠から撤退、OBCオリジナル番組であった「夜中メイクが気になったから」もノンスポンサーとなり、この影響で愛美がパーソナリティを降板した他、1年後には番組自体が終了してしまっている。他にも番組グッズ販売や有料チャンネルの売り上げで自転車操業しているノンスポンサー番組は時間経過による売り上げ減少により「めっちゃすきやねん」のような長期継続の番組であっても改編期でないタイミングで番組終了するケースが出ている。また、同年10月にはすべて収録番組への変更による東京支社からの生放送終了となった。翌2020年1月には自社制作のアニメ・ゲーム連動型番組がなくなり、声優のトーク番組のみの制作・放送となった他、番組数も年々減少していた。
ラジオ大阪が『Tokyo 7th シスターズ』などのコンテンツを運営するIT企業の「DONUTS」との間で資本業務提携を締結し、2021年7月30日付で産経新聞社が保有している大阪放送株式の一部をDONUTSに売却し、同社が筆頭株主になり
当ゾーン番組への影響について不明だったが、2022年4月から平日深夜にDONUTSとの共同事業であるサクラバシ919（一般番組）が開始することになり、平日の当ゾーンは廃止し既存番組は土曜・日曜に移動になった。「サクラバシ919」内のDONUTSコンテンツ番組（『ナナシスラジオ ch2053』など）は当ゾーンの別枠でホームページに記載されている。
前述で一旦OBCから撤退していたブシロードが2023年1月から当ゾーンの番組にアプリゲーム『D4DJ Groovy Mix』のCMを各社扱いで出稿、同年7月から2024年1月まで『ROAD59 -新時代任侠特区-』の出演の女性声優による番組が放送された。なお、ブシロードはDONUTSとは『D4DJ Groovy Mix』で協業（開発元と発売元）関係である。また、同年4月からは撤退前まで放送していた『少女☆歌劇 レヴュースタァライト』の関連番組として『少女☆歌劇 レヴュースタァライト presents～シークフェルト中等部放送局～』が放送される。
なお、2025年4月改編で、平日未明の文化放送のワイド番組の廃枠に伴い、同局が運営する配信プラットフォームQloveRの「超!A&G+チャンネル」で配信されるアニラジの地上波での再放送が後番組として編成され、OBCもこれらの番組を同時ネットしており、タイムテーブル上では当ゾーン扱いとなっているが、公式ホームページ上は一切記載がない。また『水樹奈々 スマイルギャング』（文化放送）の番組ネット見直しに伴うラジオ大阪でのネット終了に伴い、長年の間自社制作番組を含めスポンサーだったキングレコードが当ゾーンから完全撤退した（演歌番組は継続）。

## 現在放送中の番組
- 2025年4月現在。時間表記は午前5時を基点とした。
- 太字は自社制作番組。
- ★印は文化放送制作の番組。
- ◎印はスポンサーである東放学園のホームページに番組ページがある（他のラジオ大阪制作番組には個別の番組ページはない）
- 「サクラバシ919」内のDONUTSコンテンツ番組（終了済）は「内包する「DONUTS GAMES」コンテンツ番組」を参照。

| 時間         | 月曜日                     | 火曜日                              | 水曜日                                   | 木曜日                                    | 土曜日                                           | 日曜日                                                                 |
| ------------ | -------------------------- | ----------------------------------- | ---------------------------------------- | ----------------------------------------- | ------------------------------------------------ | ---------------------------------------------------------------------- |
| 22:00        | （一般番組）               | （一般番組）                        | （一般番組）                             | （一般番組）                              | 岩田光央・鈴村健一 スウィートイグニッション      | 少女☆歌劇 レヴュースタァライト presents ～シークフェルト中等部放送局～ |
| 22:30        | （一般番組）               | （一般番組）                        | （一般番組）                             | アニソン★ナイトフィーバー                 | 岩田光央・鈴村健一 スウィートイグニッション      | ◎増田俊樹 今日も1年生                                                  |
| 23:00        | （一般番組）               | （一般番組）                        | （一般番組）                             | （一般番組）                              | 森久保祥太郎・浪川大輔 つまみは塩だけ            | ★神谷浩史・小野大輔のDearGirl〜Stories〜                               |
| 23:30        | （一般番組）               | （一般番組）                        | （一般番組）                             | （一般番組）                              | ★東映公認 鈴村健一・神谷浩史の仮面ラジレンジャー | （一般番組）                                                           |
| 24:00        | （一般番組）               | （一般番組）                        | （一般番組）                             | （一般番組）                              | アニソン★ナイトフィーバー                        | （一般番組）                                                           |
| 24:30 - 3:00 | （一般番組）               | （一般番組）                        | （一般番組）                             | （一般番組）                              | （一般番組）                                     | （一般番組）                                                           |
| 3:00         | ★早見沙織のふり〜すたいる♪ | ★QloveR SP                          | ★斉藤壮馬・石川界人のダメじゃないラジオ  | ★上田麗奈のひみつばこ                     | （一般番組）                                     | （一般番組）                                                           |
| 3:30         | ★東山奈央のラジオ@リビング | ★小原好美のココロおきなく           | ★夕実&梨沙のラフストーリーは突然に       | ★えなこの○○ラジオ                         | （一般番組）                                     | （一般番組）                                                           |
| 4:00         | ★葉山風花のHappy Lucky!    | ★指出毬亜のさしでがましいようですが | ★伊達さゆりの伊達にラジオやってません!!! | ★サンセルモ presents 結婚式はあいのなかで | アニソン★ナイトフィーバー（再放送）              | （一般番組）                                                           |

番組開始前に大阪アミューズメントメディア専門学校の生徒による次の番組の紹介をするミニコーナーが挿入される。これは2014年3月までラジオ関西のアニたまどっとコムで行われていたものと同じ。

### インターネットラジオ
配信なし。

## 終了した番組
他社製作番組については割合する。
※印はブロッコリー提供番組
| アニメトピア                                                   |
| アニメトピアR                                                  |
| 波乗り!アニメジャーナル                                        |
| アニメエクスタシー~波乗り!妄想系~                              |
| 宮村優子の直球で行こう!                                        |
| 椎名へきるのへきらーず☆RADIO                                   |
| 覇王大系リューナイト                                           |
| VIRTUAL ADVENTURE WEST                                         |
| TV Game Radions R                                              |
| 木村亜希子の1314 V-STATION                                     |
| 川澄綾子+飯塚雅弓＝恋愛候補生                                  |
| 國府田マリ子のGAME MUSEUM→國府田マリ子のGM                     |
| ミヤムーのガイブレイブドラマ講座                               |
| 吸血姫美夕                                                     |
| MAMI★OMO Radio Caravan                                         |
| 同級生-恋愛専科-                                               |
| 池澤春菜のぱちモンOSAKA                                        |
| 愛日とゆかりのさるのコシカケ?!                                 |
| 飯塚雅弓のMEGA-TONスマイル                                     |
| 飯塚雅弓のやさしいチカラ                                       |
| 恋愛候補生 WEST                                                |
| To Heart                                                       |
| 豊嶋真千子 Earthly Paradise→豊嶋真千子・岩田光央 アスパラFUN!! |
| 関様・ゆかなのキャラでイキましょう。                           |
| ぽきゅっぱ                                                     |
| 大地ラヂオ                                                     |
| クリエーターWAVE                                               |
| k*hidekiのSnow White Radio                                     |
| ネオロマンス Paradise Cure!                                    |
| 健次郎★美佳子のサタデーナイトフィーバー!                       |
| 勝平・麻里奈のイジワルケイラジオ                               |
| Radio de アニメ魂                                              |
| 金色のコルダ 〜放課後のエチュード〜                            |
| ウラモモーイ                                                   |
| 高田広ゆきラヂヲシティホール                                   |
| ハガレン放送局（『アニプレックスアワー』内）                   |
| でじこのへや                                                   |
| でじこのへや2                                                  |
| でじこさん                                                     |
| HUNTER×HUNTER R                                                |
| 天使のしっぽホームパーティー                                   |
| ゆる蔵、うれしいね。→ゆる蔵、うれしいね。+ワン                 |
| 岩田光央と???のVナビ                                           |
| こすぷれCOM-PLEX さくらと紗子の着替えるラジオ                  |
| ぴたぴたエンジェル♪                                            |
| ぴたぴたエンジェル♪A                                           |
| 円盤皇女ワるきゅーレ モッチー・ちなちなのラジオワるQ           |
| ちよれんちゃんねる♪                                            |
| ラジオ アベノ橋魔法☆商店街                                     |
| 週刊レディオSEED                                               |
| 週刊レディオSEED DESTINY                                       |
| 新鬼武者プロジェクトプレゼンツ 赤鬼のパンツ!青鬼のパンツ!      |
| あいまいなオカピ                                               |
| しほの涼のレモンな14（AMGエンタテインメント）                  |
| AZUのラジオ                                                    |
| 1314V-STATION FRIDAY SPECIAL V-kingdom                         |
| ゆりしー・梓馬のラブゲッCHUミラクルラジオ                      |
| CELL DIVISION Keep on doing                                    |
| 稲村優奈と川瀬晶子のAAAで行こう!!                              |
| 聖Level→聖れもん                                               |
| ザ☆ボンのレッツ セイ ハロー！                                  |
| 津田健次郎・木内秀信 夜のチラリズム                            |
| 妄想ポンバシ系                                                 |
| めいめいもう                                                   |
| 富士見ティーンエイジファンクラブ                               |
| ナナカナ                                                       |
| 声優王国!あんたの声が好きやねん（81プロデュース制作）          |
| ミエノのタタキ!ヒトミ添え おかわり∞                            |
| サイキックラバーのポンバシにかける橋                           |
| 週刊ハロー！スタンバイ                                         |
| ソレスタルステーション00                                       |
| 1314V-Station V!ゴージャス                                     |
| 落合祐理香のアメジスト物語                                     |
| 主役は君だ                                                     |
| ケロロとギロロの地球（ペコポン）侵略ラヂオ                     |
| スウィートジャンクション                                       |
| ポケクリ!ケータイ小説放送局                                    |
| THE IDOLM@STER RADIO                                           |
| ※Broccoli GAMERS Radio                                         |
| ※G.A.だにょ→※G.A.だにょZ                                       |
| ※にょにょらじ                                                  |
| ※でじこのうっかりパニック!                                     |
| ※大河ラジオだ ブシロード                                       |
| ※エンジェルLOVE                                                |
| ゴクラク!もえもえステーション枠の番組                          |
| しろがねしょぉむと高乃麗の Voice-Bee-Get!「別冊！ぽけら」内    |
| Hey!Say!Yuu! 〜koetama*Radio Junction〜「別冊！ぽけら」内      |
| 蒼藤学園占術科放送室                                           |
| あにゃまる探偵キルミンずぅラジオ＋                             |
| サイキックラバーのFw:アニカンRADIO                             |
| もえもえポンバシ系                                             |
| ラヂオ天元突破グレンラガン                                     |
| 名塚佳織と吉野裕行のガンガンいこうぜ!                          |
| 戦国ロック                                                     |
| アニプレックスアワー                                           |
| ストライクウィッチーズスターライトストリーム                   |
| 宮田幸季のNight♥LoveCall                                       |
| 声優Vステグランプリガール アニメGOE                            |
| ミルキィホームズ 探偵学院放送室2                               |
| サオリリスのリリカルちゃんぷる                                 |
| 中野愛子 カメリアの瞳                                          |
| 聡美と羽衣のR@dio once                                         |
| 森久保祥太郎・寺島拓篤・梶裕貴 ★★★プロデュース                 |
| 久保ユリカ いまなら、いましか                                  |
| 野津山幸宏・葉山翔太 Noplan Night!                             |
| 増田俊樹・村上喜紀のオーシャンスピリット                       |
| めっちゃすきやねん                                             |
| 野津山幸宏・葉山翔太 ＃のづはや                                |
| やばみ。うれしみ。天瀬成美。                                   |
| ROAD59 河内美里 美波わかな 加藤里保菜 の22時からのひそひそ話♡  |
| アニソン★ナイトフィーバー                                      |
| 立花慎之介・狩野翔のやってやれないことはない!                  |

## Vステ夏の陣・冬の陣
ビデオリサーチが実施する聴取率調査週間（6月と12月）には、「Vステ夏の陣」「Vステ冬の陣」（2003年夏 - 2004年冬は「Vステ外道の陣」）が特別番組として、1997年 - 2006年まで実施されていた。
この期間は、月曜未明（日曜深夜）もオールナイトで5時（末期は4:30）まで放送する。また番組の収録は通常は東京支社のスタジオで行われているが、期間中は大阪の本社の玄関口からガラス越しに観覧出来るスタジオから生放送し、まれに番組出演者が玄関口に出てリスナーに挨拶を行う場合もある。一方で、ラジオ日本や文化放送の在京局制作の番組でも制作局からの裏送りによる生放送で参加するケースもあった。
これらの生放送は、1995年6月の『國府田マリ子のゲームミュージアム』と『椎名へきるのへきらーず☆Radio』の合同生放送が発端である。また、現在でも行われているリスナーの自宅に電話をかける企画により、リスナーの生放送に参加するという一体感も初期から続く伝統といえる。
以降、20:00台にほぼ毎日アニラジが編成されていた時期には三重野瞳が大阪周辺のリスナー宅に訪問した『スパークするぞ!全員集合』、岩田光央が月曜から1週間の間バイク「岩田一号」に乗って東京から大阪まで一人旅をするという企画を軸にした『浪花とお江戸で生放送。襷掛けだよ東海道』など、毎回さまざまなロケが行われ毎日番組内で本人がリポートをした。
國府田マリ子が最多出演だったが、『國府田マリ子のGM』（旧：GAME MUSEUM）が終了してからは岩田光央が最多出場となった。次いで、宮村優子・三重野瞳・愛河里花子が多く出演している。

### テーマ一覧
1997年春改編以前、および類似した特番を含めて列挙している。

#### 1995年
- 1995年6月11日（日） ドッキング生放送〜『國府田マリ子のGAME MUSEUM』『椎名へきるのへきらーず☆Radio』合同生放送

國府田の番組の直後の枠にツインビーPARADISE等で交流のあった椎名の番組ができたこと、2人の番組が共に佐藤卓矢ディレクターが担当であったことなどにより実現した1時間の生放送。
一連の生放送企画の原点である。その後『へきらーず☆Radio』は改編で終了してしまうが、『GAME MUSEUM』は『GM』と改題して2004年10月まで続き、生放送の核の一つとなった。
- 1995年12月9日（土） 「今夜はお祭り生放送」

3時間リレー生放送。

#### 1996年
- 1996年6月8日（土） 「スパークするぞ全員集合 東京〜大阪2元放送」

三重野瞳が大阪周辺を周る。これが、三重野瞳が外回り中継の象徴になるきっかけとなる。
- 1996年12月7日（土）・8日（日） 「なにわなんでも生放送 タスキがけだよ!全員集合」

初の2日間にわたる生放送特番。
- 1996年12月24日（火） ラジオ・チャリティー・ミュージックソン

岩田光央、國府田マリ子、三重野瞳、宮村優子が一部時間帯に出演。

#### 1997年
- 1997年6月2日（月） - 8日（日） 「浪花とお江戸で生放送。襷掛けだよ東海道」

岩田光央バイク一人旅。東京タワーを出発して、1週間かけて大阪を目指した。
- 1997年12月6日（土）・7日（日） Vステ冬の陣97（副題無し）

爆汁鍋の具材集めに岩田光央が自動車「岩田煮号」を駆り出発。大阪〜北陸〜東京と進み、ゴールのナムコワンダーエッグで爆汁鍋を振舞った。
- 1997年12月24日（水） 「1314 V-STATION ミュージックソンスペシャル みんな地球の仲間たち」

ラジオ・チャリティー・ミュージックソンとラジオ大阪Vステの連動企画。5時間の生放送。
- - 出演：飯塚雅弓、岩田光央、桑島法子、國府田マリ子、小森まなみ、豊嶋真千子

#### 1998年
- 1998年6月13日（土）・14日（日） Vステ夏の陣98（副題無し）

岩田妻（愛河里花子）お披露目。宝石掘りと披露宴。
- 1998年12月5日（土）・6日（日） Vステ冬の陣98（副題無し） Vステ号で関西一円を周る。

#### 1999年
- 1999年1月3日（日） うさぴょこ新年会

岩田光央と飯塚雅弓がDJを務めた。なお放送日の1月3日は飯塚雅弓の誕生日であり、誕生日パーティも行っていた。
- 1999年6月12日（土）・13日（日） Vステ夏の陣99 〜世紀末国民大投票スペシャル1999年6の月 君は最期に何がほしいか〜

各番組で、プレゼントを設定し、リスナー投票。
- 1999年12月4日（土）・5日（日） Vステ冬の陣99 〜今世紀最後の聖アイドル伝説〜

過去最大数のアイドルユニットを目指し、リスナー・パーソナリティー参加。
- 1999年12月31日（金）・2000年1月1日（土） ミレニアムカウントダウンイベント

生駒山上遊園地でカウントダウンイベントを開催

#### 2000年
- 2000年6月10日（土）・11日（日） Vステ夏の陣2000 〜目指せ! 世界新記録Vステ国際女子マラソン〜

各番組の女性パーソナリティーがキックボードで大阪国際女子マラソンのコースをコスプレし走る。
- 2000年12月2日（土）・3日（日） Vステ冬の陣2000 〜21世紀に持ち越したくないこわいことスペシャル〜

三重野瞳のマネージャー、川口秀樹が「世紀ちゃん」に扮して、リスナー、パーソナリティの懺悔を聞いて、天国・地獄行きを判定して回った。
- 2000年12月31日（日）・2001年1月1日（月） 「1314 V-STATION 超世紀跨ぎスペシャル」

スカイランドいこまで生放送と20世紀から21世紀へのカウントダウンイベントを開催。ただしカウントダウンイベントは生放送されなかった。

#### 2001年
- 2001年6月16日（土）・17日（日） Vステ夏の丼

日本のアニラジをお楽しみ頂く2週間の特別企画で、Vステ枠の番組のパーソナリティを総入れ替えして放送した。
- 2001年6月23日（土）・24日（日） Vステ夏の陣JAPAN 〜VSJ 史上最弱のテーマパーク〜

ユニバーサル・スタジオ・ジャパン開園にちなんだタイトル。Vステ・ザ・ムービー『EAT&RUN』の製作が決定し、製作発表記者会見が生放送された。
- 2001年12月8日（土）・9日（日） Vステ冬の陣2001 〜番組対抗 お好み焼き生デリスペシャル〜

お好み焼きチェーン店「千房（ちぼう）」の全面協力により実施
『2時間限定物販』、販売イベント(9日)
- 2001年12月31日（月）・2002年1月1日（火） 今年もやるぞ！いこまの陣

『豊嶋真千子・岩田光央 アスパラFUN!!』の公開録音を兼ねたカウントダウンイベント。生放送ではなく録音（録って出し）でありながら番組収録中にカウントダウンを跨ぐように組まれ、後日その様子が放送された（12月31日23:10 - 1月1日0:10）。このイベントで映画『EAT&RUN』の先行予約チケット「男気チケット」を販売。

#### 2002年
- 2002年7月6日（土）・7日（日）[19] Vステ夏の陣2002 ニューヨークへ行きたいか!ウルトラQUIZ&RUN

クイズに答えてニューヨークの往復航空券をペアでプレゼント
同時進行企画：第一回Vステ夏の陣ツアー2002 in 伊勢志摩
参加パーソナリティの都合を考慮した結果、ラジオ大阪本社、外回り中継先、伊勢志摩、熱海（参加パーソナリティである國府田マリ子がファンクラブと旅行イベントを開催しており、その行先が熱海）、東京（文化放送）の5元生中継が実現した。
- 2002年12月14日（土）・15日（日） Vステ冬の陣02 夢のローソクともします

企画：夢のローソクともします♥（リスナーから将来の夢を書いたローソクを集め、エンディングで一斉に点火）
お渡し会：飯塚雅弓、宮村優子、三重野瞳、k*hideki、折笠奈緒美、千葉紗子
- 2002年12月31日（火）・2003年1月1日（水） 1314 V-STATION 永遠（とわ）に続くよ いこまの陣

永遠に続く、というタイトルだが、2003年よりスカイランドいこまが冬期休園となったため、スカイランドいこまでの年越しイベントは2007年現在これが最後となっている。

#### 2003年
- 2003年6月10日（火） - 22日（日） 日本のアニラジをお楽しみいただく2週間 〜Vステ夏の陣03〜
- 2003年6月14日（土）・15日（日） Vステ夏の陣03 全国1000万人のアニラジファンが選ぶ「決定! 私の好きなアニラジ選抜」

ラジオ大阪の番組に限らず、声優雑誌に載せられている「アニラジ」全体が対象で、投票の動向によっては他局の宣伝になる恐れさえある企画であった。結果はラジオ大阪の『國府田マリ子のGM』が1位。
- 2003年12月9日（火） - 21日（日） 日本のアニラジをお楽しみいただく2週間 〜Vステ冬の陣03〜
- 2003年12月13日（土）・14日（日） Vステ冬の陣03 サイクリングサイクリングヤッホー!

企画：鈴村健一の挑戦! 名古屋〜大阪 200km 24時間ちゃりんこアーバンライナー（詳細は鈴村健一の項を参照）

#### 2004年
- 2004年6月14日（月） - 27日（日） Vステ夏の陣04 日本のアニラジをお楽しみいただく2週間 〜Vステ夏の陣04〜
- 2004年6月19日（土）・20日（日） Vステ夏の陣04 声優ですぎだよ全員集合!

同年3月に逝去されたザ・ドリフターズのリーダーいかりや長介を偲び、ザ・ドリフターズの名番組のパロディとして企画された。
- 2004年12月6日（月） - 19日（日） Vステ冬の陣04 日本のアニラジをお楽しみいただく2週間 〜Vステ冬の陣04〜
- 2004年12月17日（金） - 19日（日） Vステ冬の陣04 熱闘! 野球盤54時間耐久試合

企画：野球盤54時間耐久試合（詳細は『スウィートイグニッション』の項を参照）

#### 2005年
- 2005年6月25日（土）・26日（日） Vステ夏の陣05 第2回大阪万博 〜おまえの家がパビリオン〜

この頃開催されていた「愛・地球博」にちなみ、1970年に大阪で開催された大阪万博をパロディで復活させたもの。
- 2005年12月5日（月） - 18日（日） 1314 V-STATION 大満開ウィーク!!
- 2005年12月17日（土）・18日（日） Vステ冬の陣05 〜たすけ愛〜 サンタが掃除にやって来る

外回り中継で三重野瞳、k*hidekiがサンタクロースに扮してリスナー代表の自宅の掃除（年末大掃除の応援）に向かう。外回りのほか番組内においても他の参加番組のパーソナリティが助っ人として出演する場面が多々あり、正に「助け合い」を感じさせる内容であった。
- 2005年12月24日（土） 1314Vステーション チャリティーミュージックソンスペシャル「クリスマスイブ終了直前に何が起きる…」

会場：大阪弁天町・三井アーバンホテル大阪ベイタワー4階 ベイタワーホール
放送：22:00 - 23:00頃（「ラジオチャリティーミュージックソン」内、生中継）
出演：森久保祥太郎、高橋広樹、竹内順子、福井裕佳梨
- 2005年12月24日（土） Vステラジオチャリティーミュージックソンスペシャル「今年一番幸せなラジオ!」

放送：23:30 - 29:00（25日(日)05:00）（「ラジオチャリティーミュージックソン」内）
出演：森久保祥太郎、高橋広樹、竹内順子、福井裕佳梨
- 2005年12月31日（土）・2006年1月1日（日） Vステ カウントダウンイベント

会場：大阪京橋・松下IMPホール
放送：12月31日23:30 - 1月1日0:30（生中継）
出演：岩田光央、鈴村健一、石川英郎、浪川大輔、三重野瞳
年越し蕎麦を作るという、まるでラジオ向きではない企画も行われた。

#### 2006年
- 2006年6月9日（金） - 11日（日） Vステ夏の陣06 大阪VVカップ

FIFAワールドカップドイツ大会にちなんだもの。ちなみに「W（ダブリュー／ワールド）」カップではなく、「V」を2つ連ねて「VV（ブイブイ）」カップである。
- 2006年12月15日（金） - 17日（日） Vステ冬の陣06 サンキュー!

企画：『岩田光央39歳の挑戦』39ヵ所ライブ!!
お渡し会：鈴木達央・羽多野渉、落合祐里香・坂本梓馬、新谷良子・又吉愛
公開録音：ラブゲッCHUミラクルラジオ

#### 2007年
夏の陣・冬の陣は1997年冬の「Vステ冬の陣97」以来、長らくラジオ大阪の伝統行事として毎年夏と冬に恒例で開催されてきたが、2007年の夏は生放送を行った番組が「岩田光央・鈴村健一 スウィートイグニッション」と「ナナカナ」の2番組のみで、その他の番組を絡めての企画は、キーワードクイズを行ったものの合同生放送やVステショップ等のイベントはなく、「夏の陣」としては1998年の「Vステ夏の陣98」以降において初めての開催中止となった（その振り替えとして約1ヶ月後の7月16日未明にインデックスミュージック本社近くから「ナナカナのこの際好きにやっちゃって!!」という生放送特番を2:00 - 4:30に生放送した。）。
冬の陣においても開催させたいという意向はあったものの見送られ、その振り替えとして2008年1月13日の深夜に「せいやん・YURIAの美少女ゲームは嫌い」の特別増刊号を放送。
リスナーの中には署名活動までしてVステ夏の陣・冬の陣を復活させてほしいと願う者もおり「岩田光央・鈴村健一 スウィートイグニッション」では、実際に署名をしたお便りが番組に届けられた。
- 2007年3月21日（水・祝） 第3回日本橋ストリートフェスタ

会場：インディペンデントシアター2nd
Vステショップ（大徳福袋「年度末だよ全員集合！Vステ福袋さらいさん」他、販売）
公開録音：ラブゲッCHUミラクルラジオ
- 2007年3月24日（土）・3月25日（日） 東京国際アニメフェア2007

会場：東京ビッグサイト 東1・2・3ホール
Vステショップ（両日）
岩田光央（両日）・鈴村健一（24日）によるお渡し会 & ミニトークショー
せいやん・YURIAの「働けTシャツ」即売会（25日）

#### 2008年
2008年は夏の陣・冬の陣ともに無事開催されるべく春に東京近郊で「Vステスプリングフェスタ」を実施するなど根回し的な活動を行ない2008年8月17日に「Vステサマーライブ2008」を開催すると公式発表、「Vステ夏の陣08」も行なわれるように計画されたが、2008年6月下旬Vステのホームページ上に「Vステサマーライブ2008開催中止のお知らせ」が掲載されて、これに伴い「Vステ夏の陣08」の開催も中止となる。夏の陣08を楽しみにしていたリスナーに開催中止を兼ねたお詫び生放送を8月2日の「スウィートイグニション」で放送し、ラジオ大阪の財政的現状をリスナーに向けて説明した。
秋に関西国際空港に隣接しているりんくうタウンにイベントが開催。12月13日と14日には「Vステ冬の陣08」が開催。冬の陣06以来2年ぶりの復活となった。
- 2008年12月13日（土） - 14日（日） Vステ冬の陣08 復活！

企画：大阪本社より生放送（12/13 20:00 - 23:30）特別番組 福井裕佳梨の冬袋、岩田光央・鈴村健一 スウィートイグニッション、スウィートジャンクション（杉田智和：欠席）、お渡し会：岩田光央・鈴村健一、森久保祥太郎・森田成一

#### 2009年
「夏の陣」・「冬の陣」共に開催されなかったが、その代わり代替的なイベントの開催と、イグニの生放送のみ行われる。

#### 2010年
「夏の陣」・「冬の陣」共に開催は不明。

#### 2011年
1314 V-Station ザ・ラジオスター〜夏の彩る一人しゃべり〜
未明1時-2時に8月の日曜4週にわたり放送する特番。
（8月7日）：後藤邑子
（8月14日）：三重野瞳
（8月21日）：入野自由
（8月28日）：國府田マリ子
1314 V-Station Vステゆく年くる年スペシャル
夜11時30分-翌1時に放送した15周年特番。これまでの歴代出演者や現時点での各番組出演者に20秒区切りで・時報でカウントダウンを行う企画があった。

#### 2012年
2012年6月16日（土）・17日（日）「Vステ夏の陣2012 ブイブイ超会議〜集まってくれるとうれしいね」放送。
16日（土）参加番組
22:00 - 23:00 岩田光央・鈴村健一 スウィートイグニッション
ニコニコ生放送にて「ニコニコラジオ大阪チャンネル」会員限定で一部動画ありで同時配信。
冒頭「グランドオープニング」にて土曜日パーソナリティー（森久保祥太郎、松岡由貴を除く）が出演。
6/21 - 25まで「ニコニコラジオ大阪チャンネル」会員限定で配信。（動画及び音声、一部カット。）
23:00 - 23:30 恋するチコ★二〜ニャ
引き続き、ニコニコ生放送「スウィートイグニッション」内にて会員限定で音声のみ同時配信。
23:30 - 翌0:00 立ち上がれ! 僕らのヴァンガード
17日未明
0:00 - 0:30 ガイナックス電波
0:30 - 1:00 一生ポリケロ
エンディングに土曜日パーソナリティー全員出演。
外回り担当：宮村優子
17日（日）参加番組
20:30 - 20:45 立ち上がれ! 僕らのヴァンガードサンデー
臨時パーソナリティー：寺川愛美／電話出演：代永翼、佐藤拓也
20:45 - 21:00 GO! GO! 弁天R.シスターズ
ゲスト：鈴村健一
「Vステ」枠ではないが参戦。
21:30 - 22:00 アクセル・ワールド 〜加速するラジオ〜
22:00 - 22:30 THE IDOLM@STER station
今回唯一の事前収録。
22:30 - 23:00 夜中メイクが、気になったから
欠席：たかはし智秋／ゲスト：宮村優子、岩田光央
「HiBiKi Radio Station」にて配信。
18日未明
0:00 - 0:30 Vステ夏の陣2012 グランドエンディング
外回り担当：鈴村健一
6月17日（日）15:30 - 17:30 本社5階「OBCカルチャーサロン」にてVステショップ開店。
限定グッズ
「アクセル・ワールド 〜加速するラジオ〜」ラジオCD先行販売。100枚限定。
Vステ15周年福袋 限定50セット 4,000円。
お渡し会：「サエキトモ」16時 - （150枚限定）、「上坂すみれ」16時30分 - （250枚限定）。
6月17日（日）22:57 - 23:00 ニコニコ生放送にて「宮村優子・岩田光央のたまには近況報告して行こう！」を一般配信。
その他、各番組イベントも同時開催。